# یوتا دوشیزه
یوتا دوشیزه یک ستاره است که در صورت فلکی دوشیزه قرار دارد.